# دی‌متیل فتالات
دی‌متیل فتالات (به انگلیسی: Dimethyl phthalate) با فرمول شیمیایی C10H10O4 یک ترکیب شیمیایی با شناسه پاب‌کم 8554 است. که جرم مولی آن 194.184 g/mol می‌باشد. شکل ظاهری این ترکیب، مایع روغنی شفاف است.